# Palác Archa
Palác Archa (dříve Legiobanka) je areál budov v Praze, Na Poříčí 1046/24 a Na Poříčí 1047/26.

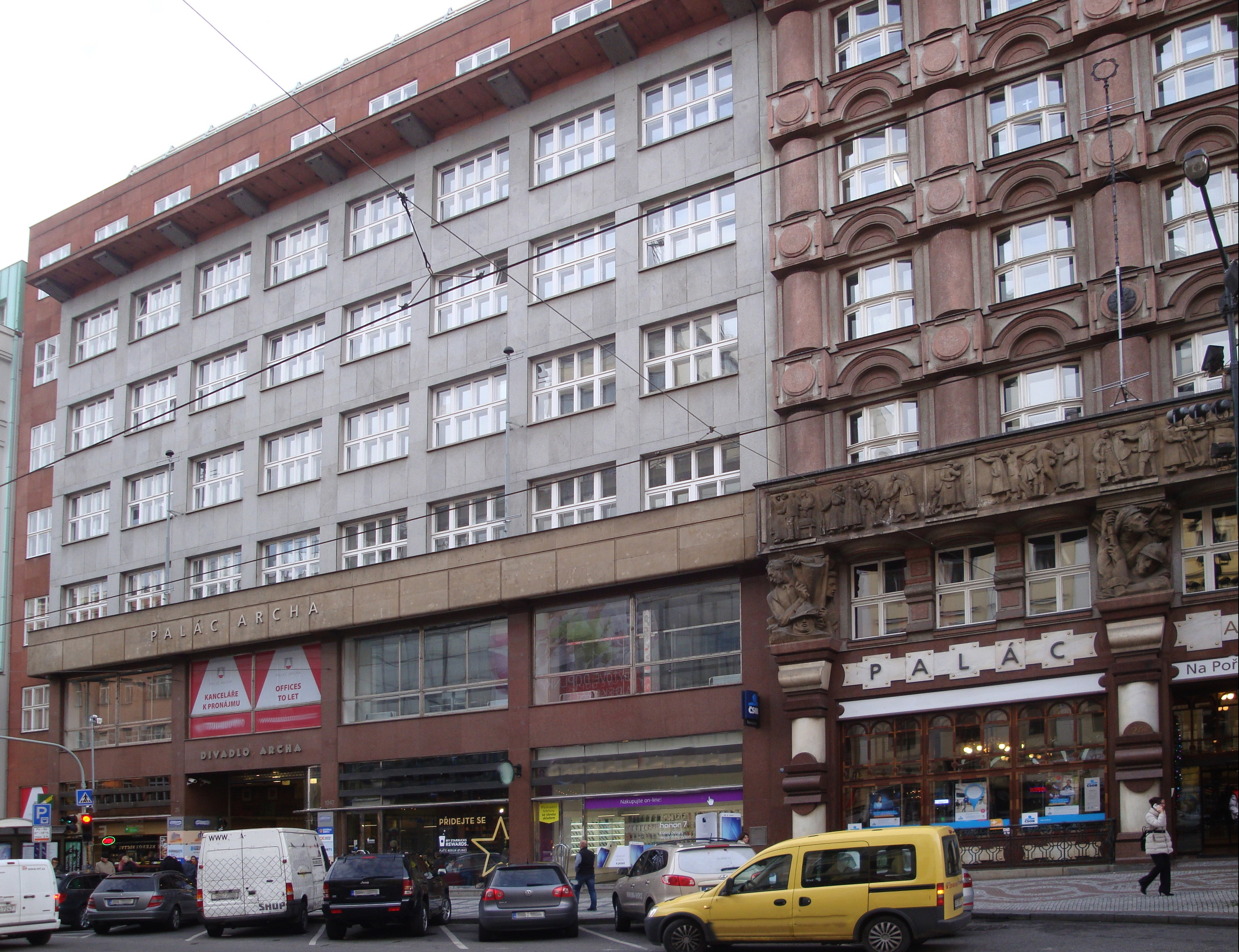
Palác Archa, Na Poříčí 24 a 26

## Vznik
Budova Na poříčí 24 byla navržena ve slohu rondokubismu Josefem Gočárem („styl Legiobanky“) a budovaná v letech 1921–1923. Na její výzdobě se podíleli např. Jan Štursa, autor čtyř plastik legionářů umístěných nad hlavním vchodem, Otto Gutfreund (reliéfní vlys Návrat legií na parapetu druhého patra) nebo František Kysela (vnitřní malířská výzdoba, vitrážová klenba nad bankovní halou). Do roku 1955 byla sídlem Banky československých legií.
V roce 1922 zakoupila Legiobanka sousední budovu (Na Poříčí 26), ve které se nacházel pivovar U Rozvařilů. Na tomto místě vystavěla v letech 1937–1938 moderní budovu podle projektu Františka Marka. Obě budovy byly komunikačně propojeny. Druhý dům byl podle výzdoby ve druhém patře podle návrhu Josefa Kaplického nazýván Zlatý klas. Nalezlo tu sídlo např.Divadlo D34 E. F Buriana. V roce 1990 zakoupila obě budovy Československá obchodní banka a následně je rekonstruovala.

## Současnost budovy
V letech 1991–1994 došlo k velké rekonstrukci areálu. Přestavba probíhala ve dvou etapách. Během první etapy byly rekonstruovány budovy A (Na Poříčí 24) a C (část dostavby ústředí ČSOB) a během druhé etapy byly rekonstruovány budovy B (Na Poříčí 26), D, D1 a D2 (další části dostavby ústředí ČSOB). Na projektu rekonstrukce se podíleli Ing. Zdeněk Langer a Ing. Marek Vávra. Cílem rekonstrukce byla modernizace technického vybavení a zajištění vyšší kvality vnitřního prostředí. Současně bylo rekonstruováno podzemní parkoviště a obchodní pasáž vedoucí do ulice Na Poříčí. V suterénu vznikl jeden z nejmodernějších divadelních sálů – Divadlo Archa, na místě bývalého Divadla E. F. Buriana, dříve divadla D 34. Podle tohoto divadla přijal název i celý areál, který se nyní nazývá Palác Archa. Areál je v současné době sídlem mnoha kanceláří a obchůdků, např. kavárna Černá Madona, Starbucks, italská restaurace Portovino a další. Pobočku zde má také Československá obchodní banka. Palác Archa je mimo jiné také místem konání festivalů jako je např. DesignSUPERMARKET.